# 3 Zapasowy Pułk Piechoty (III Rzesza)
3 Zapasowy Pułk Piechoty (niem. Infanterie-Ersatz-Regiment 3) − jeden z niemieckich pułków piechoty okresu III Rzeszy. Sformowany 26 sierpnia 1939 we Frankfurcie nad Odrą w III Okręgu Wojskowym.
Pozostawał w podległości organizacyjnej jednostek zapasowych 3 Dywizji Piechoty, z których to potem sformowano 163 Dywizję Piechoty.

## Struktura organizacyjna w 1939
- 8 zapasowy batalion piechoty
- 29 zapasowy batalion piechoty
- 50 zapasowy batalion piechoty

## Dowódca pułku
- Oberst Bodo von Wartenberg (24 lipca 1941 - 20 maja 1942)